# Curtara mystica
Curtara mystica är en insektsart som beskrevs av Spångberg 1878. Curtara mystica ingår i släktet Curtara och familjen dvärgstritar. Inga underarter finns listade i Catalogue of Life.